# Heterotetrax
Heterotetrax is een geslacht van vogels uit de familie van de trappen (Otididae). De wetenschappelijke naam van het geslacht is voor het eerst geldig gepubliceerd in 1894 door Richard Bowdler Sharpe. De soorten uit dit geslacht zijn lang beschouwd als soorten uit het geslacht Eupodotis. Moleculair genetisch onderzoek gepubliceerd in 2002 en 2003 maakte aannemelijk dat deze soorten thuishoren in een eigen geslacht, waartoe het geslacht  Heterotetrax (weer) werd ingesteld.

## Soorten
De volgende soorten zijn bij het geslacht ingedeeld:
- Heterotetrax humilis – Somalische trap
- Heterotetrax rueppelii – Rüppells trap
- Heterotetrax vigorsii – Zwartkintrap